# Jamestown (Rhode Island)
Jamestown è una città degli Stati Uniti d'America, nella Contea di Newport, nello Stato del Rhode Island.
La popolazione era di 5.622 abitanti nel censimento del 2000.